# Луис Арагонес
Хосе Луис Арагонес Суарез Мартинез (шп. José Luis Aragonés Suárez Martínez; 28. јул 1938 — 1. фебруар 2014) био је шпански фудбалер и фудбалски тренер. Као селектор репрезентације Шпаније освојио је Европско првенство 2008.

## Статистика каријере

### Репрезентативна
| Шпанија | Шпанија  | Шпанија |
| Година  | Утакмице | Голови  |
| ------- | -------- | ------- |
| 1965    | 1        | 0       |
| 1966    | 2        | 0       |
| 1967    | 1        | 0       |
| 1968    | 4        | 1       |
| 1970    | 2        | 2       |
| 1972    | 1        | 0       |
| Укупно  | 11       | 3       |

## Трофеји (као играч)

### Атлетико Мадрид
- Првенство Шпаније (3) : 1965/66, 1969/70, 1972/73.
- Куп Шпаније (2) : 1964/65, 1971/72.
- Куп европских шампиона : финале 1973/74.

### Индивидуална признања
- Најбољи стрелац првенства Шпаније (1) : 1969/70.
- Најбољи стрелац Атлетико Мадрида свих времена : 172 гола.

## Трофеји (као тренер)

### Атлетико Мадрид
- Првенство Шпаније (1) : 1976/77.
- Куп Шпаније (3) : 1975/76, 1984/85, 1991/92.
- Суперкуп Шпаније (1) : 1985.
- Друга лига Шпаније (1) : 2001/02.
- Интерконтинентални куп (1) : 1974.

### Барселона
- Куп Шпаније (1) : 1987/88.

### Репрезентација Шпаније
- Европско првенство (1) : 2008.